# Zosterop de Hume
El zosterop de Hume (Zosterops auriventer) és un ocell de la família dels zosteròpids (Zosteropidae).

## Hàbitat i distribució
Habita zones de bosc del sud-est de Myanmar, Península Malaia, sud de Tailàndia, Sumatra i Borneo.

## Taxonomia
Considerada part de Zosterops palpebrosus, avui és considerada una espècie diferent.